# Sidemia fulva
Sidemia fulva là một loài bướm đêm trong họ Noctuidae.